# フランソワ・バイル
フランソワ・ルネ・ジャン・リュシアン・バイル（バイルー、フランス語：François René Jean Lucien Bayrou、1951年5月25日 - ）は、フランスの政治家。フランス首相（第28代）。民主運動党首（初代）。
国民教育大臣、司法大臣、フランス民主連合（UDF）議長を歴任した。現在は民主運動の（MoDem）党首である。

## 来歴
1951年5月25日にフランス南西部に位置するピレネー＝アトランティック県ポーで、政治家のカリクステ・ボイル（1909年 - 1974年）とエマ・サトゥー（1918年 - 2009年）の息子として誕生する。母方の祖母はアイルランド人の血を引いている。若い頃は吃音を患い、7年間言語療法を受けていた。ボルドー・モンテーニュ大学で文学を学び、アグレガシオンの試験を受けた。1982年にピレネー・アトランティック県の総評議会議員に選出され、4年後には国民議会議員として本格的に政界進出を果たした。
1993年から1997年までエドゥアール・バラデュール、アラン・ジュペの両内閣で教育相を務め、1998年から中道右派のUDF議長に就任。欧州議会議員でもあった。
2002年フランス大統領選挙に初めて立候補し194万9436票（6.84パーセント）を獲得し4位につけた。しかし、自身が率いるUDFの一部議員が現職のジャック・シラク大統領の支持に回るなど、中道右派票の取りまとめに失敗した。
続く2007年フランス大統領選挙では、保守のニコラ・サルコジ国民運動連合総裁とフランス社会党のセゴレーヌ・ロワイヤルの2人が有力であったが、バイルは穏健で安定した語り口が有権者に安心感を与え、この2人に肉迫するようになった。同年3月8日付『パリジャン』紙ではバイルを含む3人が三つ巴の様相を呈していると報道、サルコジとロワイヤルに飽き足りない中間層から支持され、前回から大幅に得票を伸ばし682万119票（18.57パーセント）を獲得し、3位につけた。中道志向を強めたバイルは、4月25日の決選投票ではサルコジ、ロワイヤルの両候補のいずれも支持をしないことを表明したが、国民運動連合との選挙協力によって当選したUDFの議員から反発され、多くの議員が国民運動連合に流れることとなった。バイルは、自身を支持する5名の議員とともに新党「民主運動」結成を発表し、党首に就任した。
2012年フランス大統領選挙にも3回連続で立候補するが、第1回投票で327万5349票（9.13パーセント）の得票で5位に沈んだ。バイルの中道票をにらんで、国民運動連合のアラン・ジュペ外務大臣は「バイルが次期首相に相応しい」と秋波を送った（後にサルコジが否定した）。しかし決選投票では左派・社会党のフランソワ・オランド支持を表明した。
2014年のポー市長選挙で当選して市長となる。任期は6年。2020年にも再選された。
2017年5月に大統領になったエマニュエル・マクロンの最初の内閣で司法大臣・国璽尚書となった。しかし自らが党首を務める民主運動に欧州議会の公金を不正流用した疑惑が持ち上がったことで、わずか1か月後の6月21日に辞任を発表した。
2024年12月、少数与党という状況の中、ミシェル・バルニエがわずか3か月間で首相を辞任し、マクロン大統領は12月13日にバイルを後継の首相に任命した。23日に大統領府が新内閣の閣僚人事を承認し政権が発足。成立が遅れていた2025年度予算案は、バイルが下院議会にて憲法49条3項を適応させて採決なしに成立させる方針を表明し、2025年2月3日に強行採択した。しかし主要な野党は内閣不信任を求める雰囲気ではなく、2月5日に下院議会で採決された極左政党による2件の内閣不信任決議案は賛成票がそれぞれ128票、122票にとどまり（可決には289票が必要）、バイルは予算成立という当面の課題を乗り切った。

## 人物
趣味に馬を飼っているほか、ブルボン朝のアンリ4世に関する著作がある。

## ギャラリー

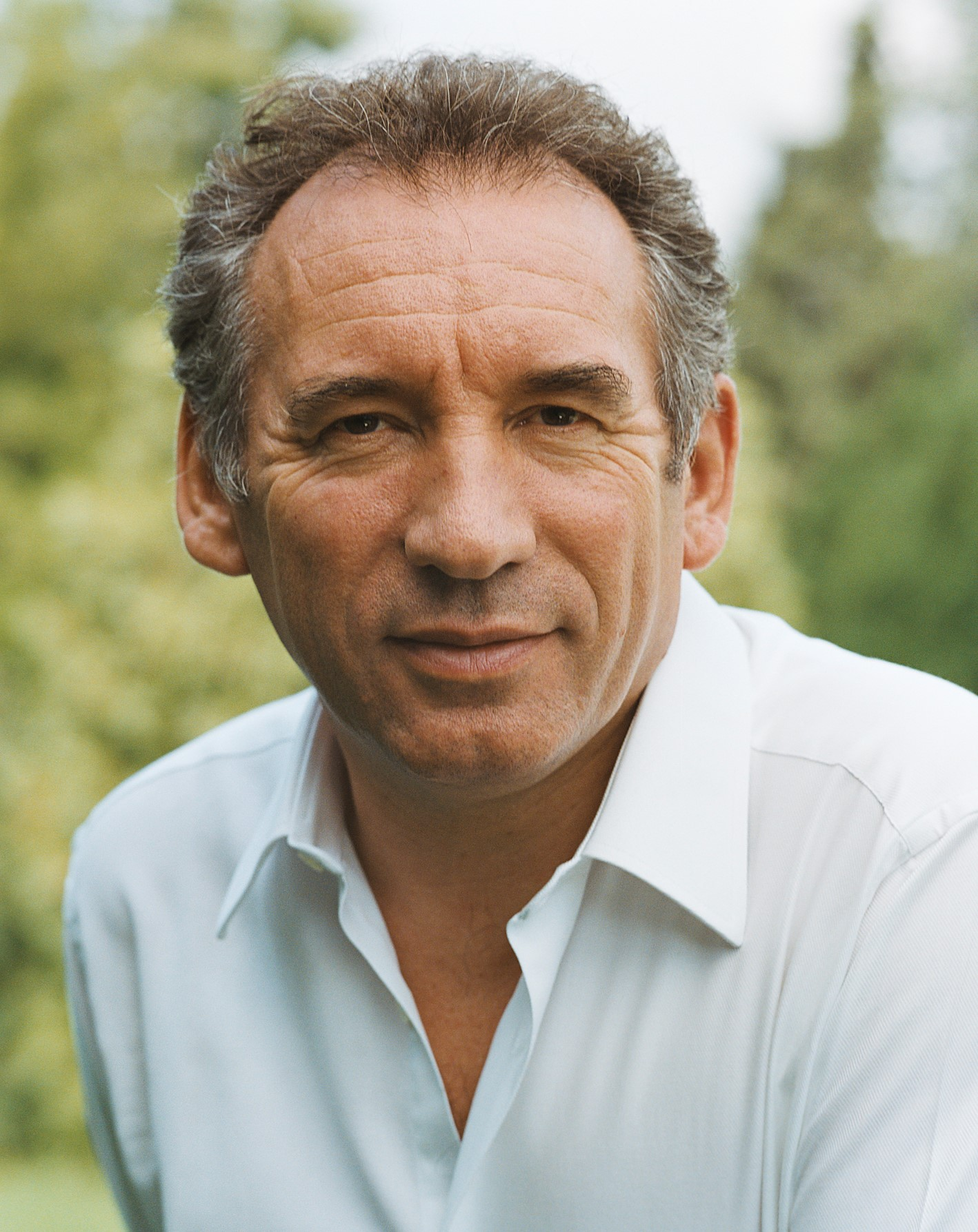
（2006年の公式画像）
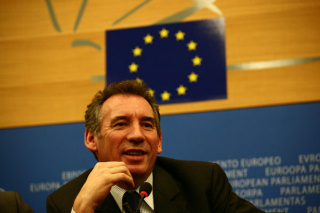
欧州議会議員の時のバイル（2006年、ストラスブールにて）
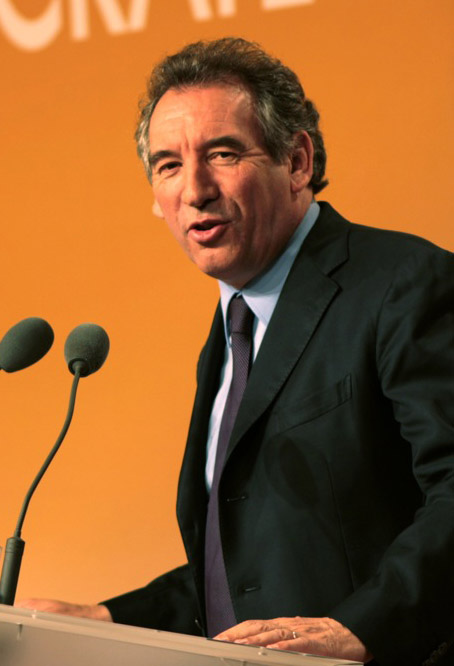
（2009年）
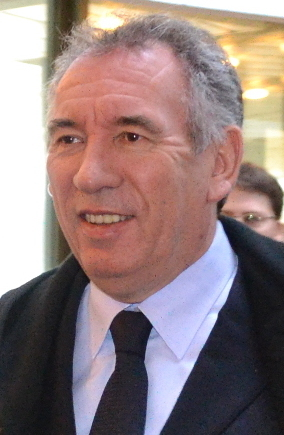
（2017年）
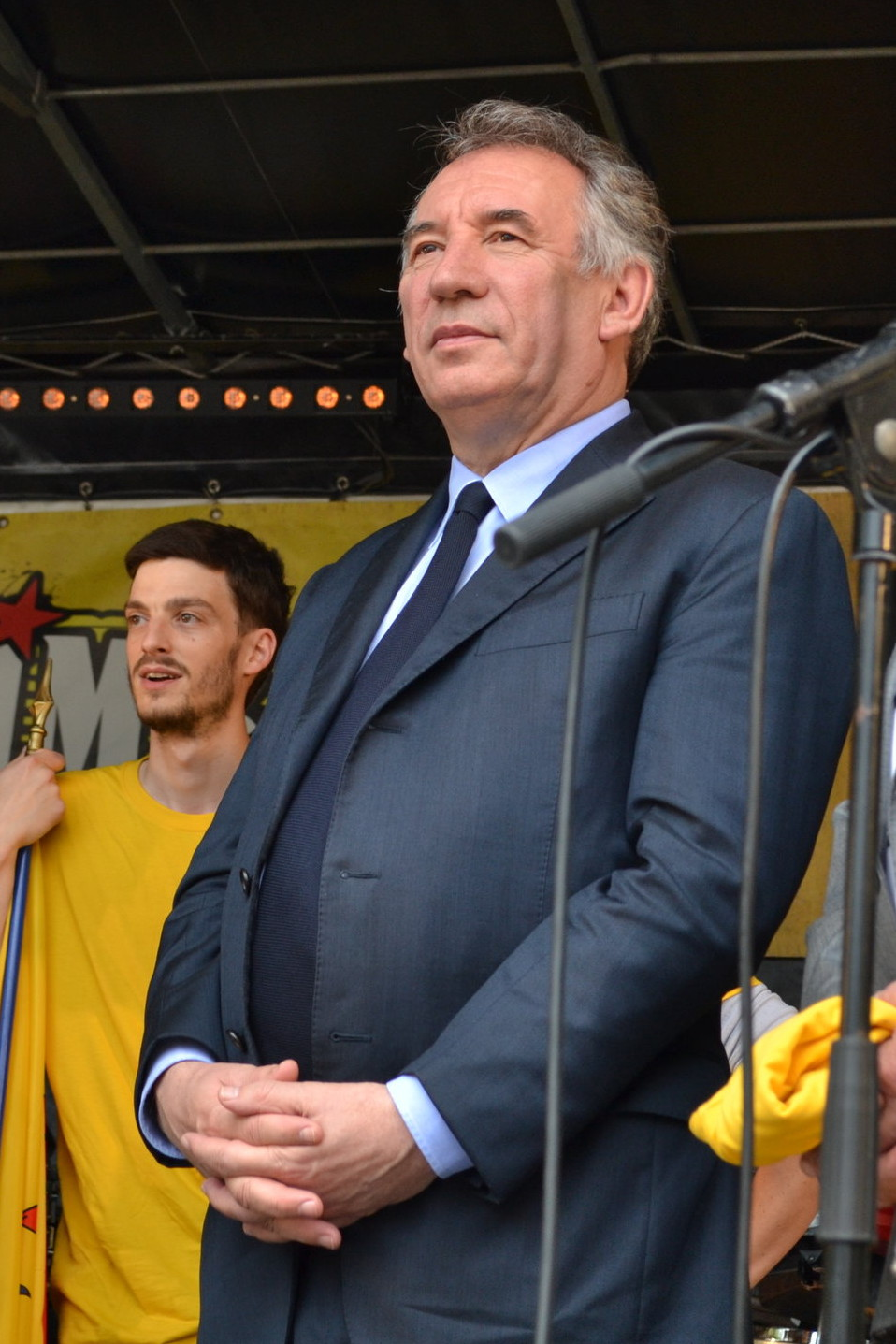
（2018年）